# 陈慎
陈慎，顺天文安（今河北文安）人，是一名清朝政治人物。
陈慎曾于1653年接替刘纬任崇明县知县一职，1661年由龚榜接任。